# Till I Loved You (альбом)
Till I Loved You (с англ. — «Пока я любила тебя») — двадцать пятый студийный альбом американской певицы Барбры Стрейзанд, выпущенный в 1988 году на лейбле Columbia Records. Альбом был особенно примечателен как своей тематической структурой (в его одиннадцати песнях рассказывается о начале, середине и конце романа), так и высокобюджетным производством, поскольку в его создании участвовало много приглашенных писателей, продюсеров и музыкантов. три совершенно новые песни для альбома, Куинси Джонс спродюсировал "The Places You Find Love", а Лютер Вандросс и Дионн Уорвик среди прочих добавили к треку бэк-вокал. Кроме того, заглавный трек (вошел в топ-40 Billboard Hot 100) был дуэтом Стрейзанд и ее тогдашнего бойфренда, актера Дона Джонсона. Согласно примечаниям к ретроспективному бокс-сету Стрейзанд: Just for the Record, альбом также получил сертификат рекорда в Нидерландах и Новой Зеландии.

## История
После двух успешных проектов с бродвейским альбомом – "Возвращение Стрейзанд к своим сценическим корням" 1985 года – и "One Voice" – ее первого полноформатного живого концерта, записанного в сентябре 1986 года, который был выпущен как на диске, так и на видео в благотворительных целях, она решила вернуться на поп-сцену. "Till I Loved You" был задуман как сочно–романтический альбом с определенной концепцией - в нем прослеживались этапы отношений от начала (в таких песнях, как "The Places You Find Love") до конца ("Некоторые хорошие вещи никогда не длятся вечно"), а затем тема была дополнена позитивная песня о будущем ("One More Time Around").
В записи альбома приняли участие многие сценаристы, продюсеры и музыканты, что сделало его высокобюджетным проектом, как и предыдущий мейнстримный поп-проект Стрейзанд, Emotion 1984 года.
Вступительная песня "The Places You Find Love" была спродюсирована Куинси Джонсом. Позже песня появилась на его собственном альбоме Back on the Block, который в 1991 году получил премию "Грэмми" как альбом года. В версии Стрейзанд задействована звездная бэк-группа — бэк-вокал приписывают Лютеру Вандроссу, Дионн Уорвик, Джеймсу Ингрэму, Говарду Хьюитту, Дженнифер Холлидей, Пегги Блу, Клифу Магнессу, Сайде Гарретт и Эди Леманн. В версии Back on the Block Гарретт спел первый куплет и припев, а затем Чака Хан спел второй куплет. Джонс использовал ту же аранжировку и бэк-вокалистов для своего альбома, а также включил некоторые африканские песнопения во время перехода и кульминации песни. "The Places You Find Love" был единственным разом, когда Стрейзанд и Джонс работали вместе (до "We Are The World 25 (For Haiti)" в 2010 году).
Заглавный трек альбома - дуэт с актером Miami Vice Доном Джонсоном, с которым Стрейзанд встречалась на момент записи. Трек был посвящен теме любви из Goya, проекта, разработанного CBS Records, Фредди Гершоном и Алланом Карром для оперного певца Пласидо Доминго, играющего художника Франсиско Гойю. В 2006 году в интервью телеведущему Джонатану Россу Джонсон вспомнил о записи песни:
.. Это было потрясающе. Во-первых, она, вероятно, примадонна всех времен и народов с точки зрения голоса... В то время у меня был контракт с Columbia – ее студией. Конечно, в то время я был "бигги-вау-вау" на телевидении и в кино, а также в Полиции Майами. И я только что выпустил пластинку, которая вошла в топ-5. Вот так я познакомился с Бараброй – Колумбия подошла ко мне и спросила: "Ты бы хотел спеть дуэтом с Барбарой?" Сначала я сказал, что это другой вид музыки. Тогда я сказал: "Ты что, спятил? Ты должен спеть дуэтом с Бараброй Стрейзанд!
Между нами было студийное стекло, чтобы она могла смотреть, как я пою, потому что это был дуэт. Насколько я помню, это немного действовало на нервы. Она перфекционистка... Она безупречна во всем, безупречна в каждой ноте. Я хочу быть таким; просто у меня нет оборудования, необходимого ей для этого. Она замечательный, чудеснейший человек. Она один из самых умных людей, которых я когда-либо встречал в своей жизни, и она очень забавная, и у нее огромное сердце. Она действительно потрясающий человек.
— Дон Джонсон
Берт Бахарах спродюсировал и написал три трека для альбома Till I Loved You вместе со своей женой и автором текстов Кэрол Байер Сагер. По его собственным словам, "у Барбары большой диапазон. Никто не звучит так, как она, когда она на такой высоте, с такой ясностью и чистотой. Вы сразу можете сказать, что это она. Этого нельзя сказать о многих певцах".
Фил Рамон спродюсировал песню "All I Ask of You", которая изначально была дуэтом в мюзикле Эндрю Ллойда Уэббера "Призрак оперы". Реймон прокомментировал:
.. Это интересная концепция – возиться с вещами Эндрю Ллойда Уэббера. Это нелегко. Барбара всегда подходила к музыке как с лирической точки зрения, так и с точки зрения чувствительности: "Почему я не могу это спеть? Почему бы мне не спеть это? Почему бы мне не спеть это ему?’ Вы знаете, слишком давно установлено, что это дуэт. Вы можете взять песню и озвучить ее заново или сменить тональность. Но эта песня написана дуэтом. Я не знаю, мы просто попробовали... Мы работали над ней, чтобы она могла стать содержательной песней такой, какая она есть.
Ты всегда звонишь [авторам текстов]. Это одна из классических вещей, на которые способна Барбара. Она не боится внести изменения, сделать лирический момент более пронзительным. Вы знаете, ее друзья - Бергманы. Барбра - королева прослушивания и просмотра текстов песен. Все мы, кто был знаком с великими песнями, знаем, что это значит.
— Фил Реймон

## Список композиций
| №                   | Название                                   | Автор(ы)                                                                         | Длительность |
| ------------------- | ------------------------------------------ | -------------------------------------------------------------------------------- | ------------ |
| 1.                  | «The Places You Find Love»                 | Glen Ballard Clif Magness                                                        | 5:09         |
| 2.                  | «On My Way to You»                         | Alan Bergman (lyrics) Marilyn Bergman (lyrics) Michel Legrand (music)            | 3:44         |
| 3.                  | «Till I Loved You» (duet with Don Johnson) | Maury Yeston                                                                     | 5:10         |
| 4.                  | «Love Light»                               | Burt Bacharach Carole Bayer Sager                                                | 4:32         |
| 5.                  | «All I Ask of You»                         | Andrew Lloyd Webber (music) Charles Hart (lyrics) Richard Stilgoe (lyrics)       | 4:02         |
| 6.                  | «You and Me for Always»                    | Bacharach Bayer Sager                                                            | 3:49         |
| 7.                  | «Why Let It Go»                            | Alan Bergman (lyrics) Marilyn Bergman (lyrics) Alan Hawkshaw (music) Barry Mason | 4:25         |
| 8.                  | «Two People»                               | Barbra Streisand (music) Alan Bergman (lyrics) Marilyn Bergman (lyrics)          | 3:40         |
| 9.                  | «What Were We Thinking Of»                 | Antonina Armato Scott Cutler                                                     | 4:28         |
| 10.                 | «Some Good Things Never Last»              | Mark Radice                                                                      | 4:20         |
| 11.                 | «One More Time Around»                     | Bacharach Bayer Sager Tom Keane                                                  | 3:44         |
| Общая длительность: | Общая длительность:                        | Общая длительность:                                                              | 47:06        |

## Чарты
| Чарт                             | Пиковая позиция |
| -------------------------------- | --------------- |
| Австралия (ARIA)                 | 21              |
| Нидерланды (Album Top 100)       | 5               |
| Франция (SNEP)                   | 35              |
| Германия (Offizielle Top 100)    | 33              |
| Норвегия (VG-lista)              | 16              |
| Испания (PROMUSICAE)             | 19              |
| Швеция (Sverigetopplistan)       | 34              |
| Швейцария (Schweizer Hitparade)  | 16              |
| Великобритания (UK Albums Chart) | 29              |
| США (Billboard 200)              | 10              |

## Сертификации и продажи
| Регион | Сертификация | Продажи    |
| --- | ------------ | ---------- |
| Австралия (ARIA) | Платиновый   | 70 000^    |
| Канада (Music Canada) | Платиновый   | 100 000^   |
| Нидерланды (NVPI) | Золотой      | 50 000^    |
| Швейцария (IFPI Switzerland)                                                                                             | Золотой      | 25 000^    |
| Великобритания (BPI) | Золотой      | 100 000^   |
| США (RIAA) | Платиновый   | 1 000 000^ |
| * Данные о продажах приведены только на основе сертификации. ^ Данные о тиражах приведены только на основе сертификации. |              |            |